# Asiatherium
Asiatherium — вимерлий рід ссавців, який, ймовірно, належить до метатеріїв. Він жив під час пізньої крейди, а його скам'янілі останки були виявлені в Монголії.

## Опис
Ця тварина була розміром приблизно з мишу, і відома завдяки досить повному зчленованому скелету, що зберіг повний череп. Його зуби були приблизно схожі на зуби сумчастих; він мав три премоляри та чотири моляри, а нижня щелепа була злегка вигнута. Порівняно з Deltatheridium, Asiatherium був навіть більш схожим на сумчастих, оскільки його корінні зуби мали параконіди, нижчі за метаконіди, і парні ентоконід-гіпоконулідні горбки на нижніх молярах. Проте платформа верхнього корінного зуба була вужчою, а горбки слабшими, ніж у примітивних сумчастих. Верхні моляри відрізнялися від сумчастих розширеними praecingula і postcingula.

## Класифікація
Asiatherium reshetovi вперше був описаний у 1994 році на основі скам'янілостей, знайдених у місцевості Удан-Сайр формації Джадохта в Монголії. Asiatherium, здається, пов'язаний з ранніми сумчастими, але, ймовірно, гніздився в іншій кладі метатерій, Deltatheroida, що гніздилася поряд з Deltatheridium. Скелет азіатерію був схожий на скелет базального Theria; присутні типові для сумчастих надлобкові кістки.